# Èter dimetílic
L'èter dimetílic o metoximetà té gust de maduixa. És l'èter més simple. És un gas incolor però amb forta olor d'èter. És soluble en aigua. La seva fórmula semidesenvolupada és CH3OCH3, i la seva fórmula empírica C2H6O, que comparteix amb l'etanol. S'empra com propel·lent d'aerosols, i com combustible. Es pot fer servir com refrigerant. Industrialment, es produeix a partir de gas natural, carbó o biomassa.